# Nathan Davis (Musiker)/Diskografie
Diese Diskografie ist eine Übersicht über die veröffentlichten Tonträger des Jazzmusikers Nathan Davis. Sie umfasst seine Alben unter eigenem Namen (Abschnitt 1), Kompilationen (Abschnitt 2), seine Mitwirkung bei kollaborativen Bandprojekten (Abschnitt 3) und seine Mitwirkungen als (Gast)solist bei weiteren Produktionen (Abschnitt 4). Nach Angaben des Diskografen Tom Lord war er zwischen 1964 und 1995 an 47 Aufnahmesessions beteiligt.

## Alben unter eigenem Namen
Dieser Abschnitt listet die von Nathan Davis veröffentlichten LPs und CDs chronologisch nach Aufnahmejahr.
| Album                                       | Musiklabel        | Aufnahme | VÖ    | Anmerkungen |
| ------------------------------------------- | ----------------- | -------- | ----- | --- |
| The Nathan Davis Quartet                    | Resonance Records | 1965     | 2017  | mit Woody Shaw, Larry Young, Billy Brooks. Veröffentlichung als Teil des Albums Larry Young: In Paris – The ORTF Recordings                                                                                                 |
| Happy Girl                                  | SABA              | 1965     | 1965? | mit Woody Shaw, Larry Young, Jimmy Woode, Billy Brooks |
| Peace Treaty                                | Societé Francaise | 1965     | 1965  | Nathan Davis Sextet mit Woody Shaw, Jean-Louis Chautemps, René Urtreger, Jimmy Gourley, Jimmy Woode, Kenny Clarke |
| The Hip Walk                                | SABA              | 1965     | 1965  | mit Carmell Jones, Francy Boland, Jimmy Woode, Kenny Clarke |
| The Rules of Freedom                        | Polydor           | 1968     | 1969  | Nathan Davis Quartet mit Hampton Hawes, Jimmy Garrison, Art Taylor |
| Jazz Concert in a Benedictine Monastry      | Edici             | 1969     | 1972  | mit Mal Waldron, Jimmy Woode, Art Taylor |
| Makatuka                                    | Segué             | 1971     | 1971  | mit Nelson Harrison, Joe Kennedy, Don DePaolis, Mike Taylor (b), Virgil Walters (el-b), Roger Humphries, Wheeler Winstead (vcl)                                                                                             |
| 6Th Sense in the 11Th House                 | Segué             | 1972     | 1972  | mit Roland Hanna, Richard Davis, Alan Dawson |
| Suite for Dr. Martin Luther King Jr.        | Tomorrow          | 1976     | 1976  | mit Lew Soloff, Chuck Austin, Clyde Bellin, Nelson Harrison, Daniel Poupard, Lee Gross, Frank Cunimondo, Steve Boyd, Eric Johnson, Mike Taylor, Joe Harris, Willie Amoaku, Marilyn Davis, Donald M. Henderson, Brenda Joyce |
| If                                          | Tomorrow          | 1976     | 1976  | mit George Caldwell, Abraham Laboriel, Dave Palamar, Willie Arnoaku |
| Faces of Love                               | Tomorrow          | 1982     | 1982  | mit Terumasa Hino, Mark Gray, James Johnson, Larry McGee (g), Wilber Bascom, Ron Fudoli, Idris Muhammad, Cecil Washington, Pierre Davis (perc), Billy T, Valette Majors                                                     |
| London by Night                             | Hot House         | 1987     | 1987  | mit Dusko Goykovich, Kenny Drew senior, Jimmy Woode, Al Levitt |
| I’m a Fool to Want You                      | Tomorrow          | 1995     | 1995  | Nathan Davis with Special Guest Grover Washington, Jr., mit George Cables, Santi Debriano, Greg Humphries, Pierre Marc Davis (perc)                                                                                         |
| Live in Paris – The ORTF Recordings 1966/67 | Sam Records       | 1966     | 2018  | Nathan Davis & Georges Arvanitas Trio (mit Jacky Samson, Jack Diéval, Jacques Hess, Charles Saudrais, Franco Manzecchi) |

## Kompilationen
Dieser Abschnitt listet Kompilationen der Aufnahmen von Nathan Davis.
| Album                                   | Musiklabel | VÖ   | Anmerkungen                                                                               |
| --------------------------------------- | ---------- | ---- | ----------------------------------------------------------------------------------------- |
| The Best of Nathan Davis ’65-’76        | Jazzman    | 2009 |                                                                                           |
| Such Pretty People                      | BRT        | 1984 | Nathan Davis (1. Plattenhälfte) / Erling Kroner, jeweils mit dem BRT Jazz Orkest          |
| Big Band RTB With American Guests       | PGB RTB    | 1984 | Big Band RTB & Clark Terry, Johnny Griffin, Nathan Davis, Maynard Ferguson, Ernie Wilkins |
| Two Originals Happy Girl & The Hip Walk | MPS        | 1998 | Neuausgabe der genannten LPs als CD                                                       |

## Kollaborative Bandprojekte
Dieser Abschnitt enthält Nathan Davis’ Mitwirkung an kollaborativen Bandprojekten, insbesondere die Paris Reunion Band und die All-Stars-Band Roots
| Album | Musiker | Musiklabel        | rec  | Anmerkungen |
| --- | --- | ----------------- | ---- | --- |
| Jazz aux Champs-Elysees All-Stars                                                                            | Woody Shaw, Sonny Grey, Nathan Davis, Jean-Claude Fohrenbach, Larry Young, Jack Diéval, Franco Manzecchi, Jacky Bamboo | Resonance Records | 1964 | Veröffentlicht auf Larry Young: In Paris – The ORTF Recordings                                                                           |
| French Cooking                                                                                               | Paris Reunion Band | Sonet             | 1985 | mit Woody Shaw, Dizzy Reece, Slide Hampton, Johnny Griffin, Nathan Davis, Kenny Drew, Jimmy Woode, Billy Brooks                          |
| For Klook | Paris Reunion Band | Sonet             | 1986 | mit Woody Shaw, Nat Adderley, Grachan Moncur III, Chris Smith (tb), Joe Henderson, Nathan Davis, Kenny Drew, Jimmy Woode, Idris Muhammad |
| Hot Licks | Paris Reunion Band | Sonet             | 1987 | mit Nat Adderley, Woody Shaw, Guy Barker, Curtis Fuller, Nathan Davis, Joe Henderson, Kenny Drew, Jimmy Woode, Idris Muhammad            |
| Jazzbühne Berlin ’88                                                                                         | Paris Reunion Band | Amiga             | 1988 | dto. mit Walter Bishop junior statt Kenny Drew                                                                                           |
| We Remember Klook – Live at the Moonwalker                                                                   | Paris Reunion Band | Sonet             | 1989 | mit Nat Adderley, Claus Reichstaller, Curtis Fuller, Nathan Davis, Carlos Ward, Kirk Lightsey, Jimmy Woode, Louis Hayes                  |
| Salutes the Saxophone, 1: Tributes to John Coltrane, Dexter Gordon, Sonny Rollins, Ben Webster, Lester Young | Roots | In + Out          | 1991 | mit Arthur Blythe, Nathan Davis, Chico Freeman, Sam Rivers, Don Pullen, Santi Debriano, Tommy Campbell                                   |
| Salutes the Saxophone, 2: Tributes to Gene Ammons, Eric Dolphy, Coleman Hawkins, Charlie Parker              | Roots | In + Out          | 1991 | dto. |
| Stablemates                                                                                                  | Roots | In + Out          | 1992 | mit Arthur Blythe, Nathan Davis, Chico Freeman, Sam Rivers, Don Pullen, Santi Debriano, Idris Muhammad, Helmut Nieberle, Helmut Kagerer  |
| Saying Something                                                                                             | Roots | In + Out          | 1995 | mit Arthur Blythe, Nathan Davis, Chico Freeman, Benny Golson, Kirk Lightsey, Buster Williams, Ed Thigpen                                 |

## Alben als Solist bei weiteren Produktionen
| Album                                        | Künstler                                             | rec  | Musiklabel                                       | Anmerkungen |
| -------------------------------------------- | ---------------------------------------------------- | ---- | ------------------------------------------------ | --- |
| Last Recordings                              | Eric Dolphy                                          | 1964 | WestWind                                         | mit Donald Byrd, Nathan Davis, Jack Diéval, Jacques Hess, Franco Manzecchi, Jacky Bambou, auch unter dem Titel Unrealized Tapes                                                                                           |
| Jeff Gilson Big Band                         | Jef Gilson                                           | 1965 |                                                  | unveröffentlichte Konzertmitschnitte, mit Woody Shaw, Ivan Jullien, Sonny Grey, François Guin, Raymond Fonsèque, Michel Portal, Jacques Di Donato, Henri Jouhard, Jef Gilson, Alby Cullaz, Jacques Thollot, Bernard Lubat |
| Jef Gilson A Gaveau                          | Jef Gilson Big Band                                  | 1965 | Société Française de Productions Phonographiques | dto. |
| The Big Band Era of Jef Gilson               | Jef Gilson                                           | 1965 | Palm                                             | |
| Swinging Macedonia                           | Dusko Goykovich                                      | 1966 | Philips                                          | mit Eddie Busnello, Nathan Davis, Mal Waldron, Peter Trunk, Cees See |
| NDR Jazzworkshop 1967                        | Andrzej Trzaskowski                                  | 1967 | NDR                                              | mit Palle Mikkelborg, Tomasz Stańko, Albert Mangelsdorff, Włodzimierz Nahorny, Nathan Davis, Jan Wróblewski, Dave Pike, Andrzej Trzaskowski, Roman Dyląg, Ronnie Stephenson                                               |
| From Sticksland with Love-Drums and Folklore | George Gruntz Orchestra                              | 1967 | SABA                                             | mit Franco Ambrosetti, Nathan Davis, George Gruntz, Jimmy Woode, Charly Antolini, Pierre Favre, Daniel Humair, Mani Neumeier + Alfred Sacher and his Tambouren Group und George Mathys and his Whistlers                  |
| Slide Hampton Sextet                         | Slide Hampton                                        | 1968 | LRC                                              | mit Nathan Davis, Dave Pike, Hampton Hawes, Henri Texier, Daniel Humair |
| Soul Eyes                                    | Benny Bailey All Stars                               | 1968 | SABA                                             | mit Nathan Davis, Mal Waldron, Jimmy Woode, Makaya Ntshoko, Charly Campbell |
| 9th International Jazz Festival Ljubljana 68 | Jazz Orkestar RTV Beograd                            | 1968 | Helidon                                          | Davis ist zu hören in „Sultry Sunset“ |
| Rock Slides                                  | Scott Bradford                                       | 1969 | Probe                                            | mit Janot Morales, Nathan Davis, Philip Catherine, Günter Lenz, Nick Kletchkovsky, Stu Martin, Vinagre |
| Communications Network                       | Clifford Thornton Ensemble                           | 1972 | ThirdWorld                                       | Davis ist zu hören in „Festivals and Funerals“ |
| Live                                         | University of Pittsburgh Jazz Ensemble, Nathan Davis | 1973 | RPC                                              | |
| Live: Cookin’ With Blue Note At Montreux     | Donald Byrd                                          | 1973 | Blue Note                                        | Mitschnitt vom Montreux Jazz Festival 1973; erschienen 2022. In Montreux fungierte er als Co-Leiter des Tentetts. |